# Phrack
Phrack — це англомовний інтернет-журнал, існує з 17 листопада 1985. Спочатку журнал був присвячений злому телефонних систем, анархії і хакінгу, зараз так само включає статті, присвячені інформаційної безпеки, хакінгу, криптографії та міжнародним новинам. Являє собою одночасно маніфест і довідник для хакерів. На даний момент вийшло 68 випусків журналу.

## Історія
Перший номер вийшов у світ 17 листопада 1985. Назва походить від злиття слів hack (рубати) і phreak (зломник). Видавався двома хакерами і власниками BBS MetalShop — Taran King і Knight Lightning, протягом перших 30 випусків. Журнал досить швидко здобув популярність, сильно збільшивши кількість дзвінків на BBS, що зберігають цей номер. Зараз Phrack'ом займається гурт, який називає себе Phrack Straff, вони не відкривають своїх ніків. Журнал почистили від політичної та анархічної тематики. В 2001 році був викуплений домен мережі WWW Phrack.org. Журнал ще досі виходить у форматі txt.

## Проблеми з владою
Після публікації в 24 номері статті під назвою «Control Office Administration Of Enhanced 911 Services For Special Services And Major Account Centers», що містить технічну документацію телефонної служби 911, вкрадену у компанії Bellsouth, редактор журналу був заарештований. Компанія оцінила вартість документа «E911» в 80000 $. Редактор Knight Lightning окрім того звинувачується у взломі комп'ютерних мереж і керівництві хакерською організацією «Legion of Doom». Разом за всі злочини йому загрожує 30 років в'язниці. Однак, його оправдують, довівши, що документ був публічно доступний у бібліотеці штату за 13 доларів, а Knight Lightning є лише видавцем журналу, а не хакером взагалі. Цей випадок показав усю небезпеку подібного видавництва, і редактори-засновники покинули його. В 1993 році редактором журналу стає один з найвідоміших хакерів світу Erik Bloodaxe (Кріс Гогганс). Першим ділом він пише статтю проти спецслужб та вводить для них платню за можливість читати журнал. В наступному журналі він публікує відкритий лист, в якому оприлюднює статистику, що лише дві людини купили підписку на езин, отже всі інші співробітники спецслужб завантажили його незаконно, тому усі їхні майбутні позови до суду будуть незаконні. Суд виправдав редактора, однак, після цього він перестав брати участь у створенні журналу.

## Зміна редакторського складу
Другим редактором журналу стала людина з ніком Dispater, а починаючи з номера 42 його змінив Erik Bloodaxe (Кріс Гогганс). З 51 по 56 номер редагування і координацію Phrack'а взяв на себе Route, у минулому відомий як Daemon8. З 57 випуску його змінила група людей, які іменують себе Phrack Staff. У 2005 році творці журналу заявили, що 63 номер стане останнім. Він був випущений в паперовому вигляді та поширений на хакерській конференції Black Hat . В електронному вигляді був опублікований 1 серпня 2005 року. Однак 27 травня 2007 світ побачив 64 номер номер журналу з новим редакторським складом. Цього разу підтримкою журналу зайнялися люди, які називають себе «The Circle of Lost Hackers». Але після 66 номера, редакція журналу знову змінилася, нова команда була знову названа Phrack Staff. 17 листопада 2010 цей склад випустив 67-й за рахунком номер.

## Вміст журналу
Перший випуск езину був викладений на кількох BBS: «Metal Shop», «Elite» і «Kleptic Palace». Не дивлячись на доволі сухий виклад і незграбність, хакерське товариство підтримало езин і вимагало продовження. В наступному номері з'явилися рубрики і найпопулярніша згодом Phrack World News (Новини світу), де публікувалися різноманітні новини та плітки, що присилалися хакерами з усього світу. В четвертому номері з'явилася стаття про відомого фрікера, що приховувався під псевдонімом Crimson Death. Згодом подібні статті стали публікуватися постійно, що стало початком нової рубрики «Pro-Phile», в якій публікувалися біографії найвідоміших людей комп'ютерного підпілля. Журнал виходить без певного графіка, у міру готовності статей. Кожен номер являє собою архів з текстовими файлами.

## Найбільш відомі публікації в журналі
- У сьомому номері був опублікований легендарний Маніфест хакера, під авторством людини з ніком Mentor.
- У 49 випуску була опублікована стаття Aleph One під назвою «Smashing The Stack For Fun And Profit», що містить класичний опис класу вразливостей «стекового переповнення буфера».

### Журнал містить такі регулярні рубрики
- Prophile — розповідь про шановних персонажах хак-андерграунду.
- Loopback — відповіді на найоригінальніші електронні листи, від редакції журналу.
- Phrack World News — розповіді про останні контр-культурних подіях.
- International Scene — компіляція інформації про дії хакерів з усього світу.